# 李幼良
李幼良（?—627年5月31日），唐朝宗室，长乐郡王，唐高祖李渊的六叔李祎的儿子。
史书未记载他的生年。当是在唐朝建立后，受封郡王。李幼良性情暴急，唐高祖数次责他。有人盗他的马，辄将盗马者杀视。唐高祖大怒：“盗马是有罪，王能有专杀之权吗？”诏礼部尚书李纲召宗室在朝堂杖责李幼良百下，乃释。李幼良为凉州都督，以流氓为左右，百姓受苦。武德九年（626年）三月丁巳，突厥入侵凉州，都督、长乐郡王幼良败之。
唐太宗继位，有人告李幼良暗中养士，勾结境外勢力。诏中书令宇文士及去替代，并按状。左右大惊欲劫李幼良由间道趋长安自白，不即，投奔突厥。唐太宗又遣侍御史孙伏伽審判，赐死李幼良。

## 延伸阅读
[在维基数据编辑]
 《新唐書·卷078》，出自《新唐書》